# Albanische Fußballnationalmannschaft (U-19-Frauen)
Die albanische Fußballnationalmannschaft der U-19-Frauen ist eine Auswahlmannschaft der Federata Shqiptare e Futbollit, die das Land Albanien auf internationaler Ebene bei Frauen-Länderspielen vertritt. Die Mannschaft nahm bislang nur an der Qualifikation zur Europameisterschaft teil, jedoch nicht an der Europameisterschaft selbst oder an Weltmeisterschaften. Derzeitige Trainerin ist Luçije Gjini.

## Geschichte
Ihr erstes Spiel absolvierte die Mannschaft am 21. September 2013 im Rahmen der Qualifikation zur U-19-Fußball-Europameisterschaft der Frauen 2014. Das Spiel gegen Polen wurde mit 9:0 verloren. Da auch die Spiele gegen Italien und Slowenien verloren wurden, schied die Mannschaft in der ersten Runde der Qualifikation aus. Bei der Qualifikation zur U-19-Fußball-Europameisterschaft der Frauen 2015 ist Albanien nach Niederlagen gegen Schottland, Norwegen und Polen ebenfalls in der ersten Qualifikationsrunde ausgeschieden. Ebenso wurden bei der Qualifikation zur U-19-Fußball-Europameisterschaft der Frauen 2016 die Spiele gegen Österreich, Schottland und die Ukraine verloren. Bei der Qualifikation zur U-19-Fußball-Europameisterschaft der Frauen 2017 gelang dem Team zwar ein Sieg gegen Zypern, jedoch wurden die Spiele gegen Schottland und Serbien verloren, womit die zweite Qualifikationsrunde verpasst wurde. Ebenso wurde die Qualifikation zur U-19-Fußball-Europameisterschaft der Frauen 2018 nach einem Unentschieden gegen Aserbaidschan und Niederlagen gegen Spanien und die Ukraine verpasst. Auch die Qualifikation zur U-19-Fußball-Europameisterschaft der Frauen 2019 gelang nicht, nachdem das Spiel gegen Belarus gewonnen und die Spiele gegen die Niederlande und Polen verloren wurden. Die U-19-Fußball-Europameisterschaft der Frauen 2020 wurde zwar abgesagt, zuvor hatte Albanien jedoch in der ersten Qualifikationsrunde alle Spiele gegen Deutschland, Portugal und Aserbaidschan verloren.
Nach der abgesagten U-19-Fußball-Europameisterschaft der Frauen 2021 nahm Albanien wieder an der Qualifikation zur U-19-Fußball-Europameisterschaft der Frauen 2022 teil, verpasste nach einem Sieg gegen Andorra, einem Unentschieden gegen Moldau und einer Niederlage gegen Wales in der ersten Runde sowie einem Sieg gegen Zypern und Niederlagen gegen Israel und die Türkei in der zweiten Runde jedoch die Qualifikation. In der ersten Runde der Qualifikation zur U-19-Fußball-Europameisterschaft der Frauen 2023 gewann die Mannschaft gegen Lettland und Armenien und verlor gegen Rumänien. In der zweiten Runde folgte ein Sieg gegen Liechtenstein und eine Niederlage gegen Schottland. Damit gelang die Qualifikation für das Turnier nicht. Bei der Qualifikation zur U-19-Fußball-Europameisterschaft der Frauen 2024 gewann Albanien in der ersten Runde gegen Litauen und Zypern und verlor gegen die Schweiz. In der zweiten Runde folgten Siege gegen Zypern und Liechtenstein sowie eine Niederlage gegen Schottland, womit abermals die Qualifikation nicht gelang. Im Rahmen der Qualifikation zur U-19-Fußball-Europameisterschaft der Frauen 2025 gelangen dem Team Siege gegen Montenegro und Moldau, das Spiel gegen Belarus wurde verloren. In der zweiten Runde folgte ein Sieg gegen Aserbaidschan sowie Niederlagen gegen Montenegro und Nordirland. Damit gelang die Qualifikation für die Endrunde erneut nicht.

## Turniere

### Weltmeisterschaft
- 2002 bis 2024 – nicht teilgenommen

### Europameisterschaft
- 1998 bis 2013 – nicht teilgenommen
- 2014 – nicht qualifiziert
- 2015 – nicht qualifiziert
- 2016 – nicht qualifiziert
- 2017 – nicht qualifiziert
- 2018 – nicht qualifiziert
- 2019 – nicht qualifiziert
- 2020 – nicht qualifiziert
- 2021 – Turnier abgesagt
- 2022 – nicht qualifiziert
- 2023 – nicht qualifiziert
- 2024 – nicht qualifiziert
- 2025 – nicht qualifiziert